# Siphlonurus marginatus
Espèce
Siphlonurus marginatus est une espèce d'insectes appartenant à l'ordre des Éphéméroptères.

## Répartition géographique
Cette espèce se rencontre en Amérique du Nord.